# Jonathan Henrique Silva
Jonathan Henrique Silva (* 21. Juli 1991 in Varginha) ist ein brasilianischer Dreispringer.
2011 gewann er Silber bei den Leichtathletik-Südamerikameisterschaften in Buenos Aires.
2012 holte er Bronze bei den Iberoamerikanischen Meisterschaften und schied bei den Olympischen Spielen in London in der Qualifikation aus.
Bei den Südamerikameisterschaften 2013 in Cartagena gewann er Bronze. 2014 folgte einem Sieg bei den Iberoamerikanischen Meisterschaften ein siebter Platz beim Leichtathletik-Continentalcup in Marrakesch.
Seine persönliche Bestleistung von 17,39 m stellte er am 31. März 2012 in São Paulo auf.